# Pałac w Wielinie
 Pałac w Wielinie – zabytkowy pałac we wsi Wielin w województwie zachodniopomorskim.
W 1628 Wielin był lennem von Natzmera żonatego z von Glasenapp. Ich herby znajdują się w wielińskim kościele. W 1857 von Natzmerowie sprzedali majątek Tesslerom, którzy pod koniec XIX w. odstąpili go rodzinie von Clavé-Bouhaben. W półkolistym frontonie znajdują się herby Franza Antona Clavé von Bouhaben (1849-1907) oraz jego żony Christophory Decken-Bruhoff (ur. 1852). Pod herbami płycina z datami: I.D MDCCCCXX, D.R. Anno Domini MDCCCCXXI (1920, rok pański 1921).
Obiekt jest częścią zespołu pałacowego z połowy XIX w., w skład którego wchodzi jeszcze park.

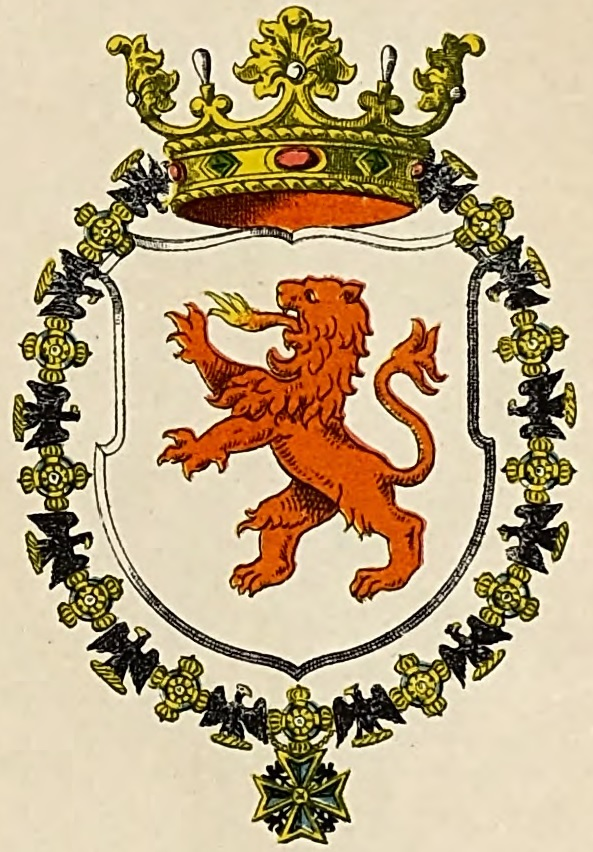
Herb von Natzmer
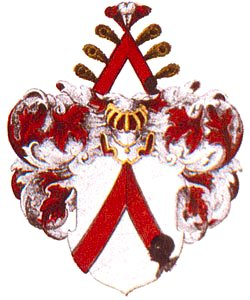
Herb von Glasenapp
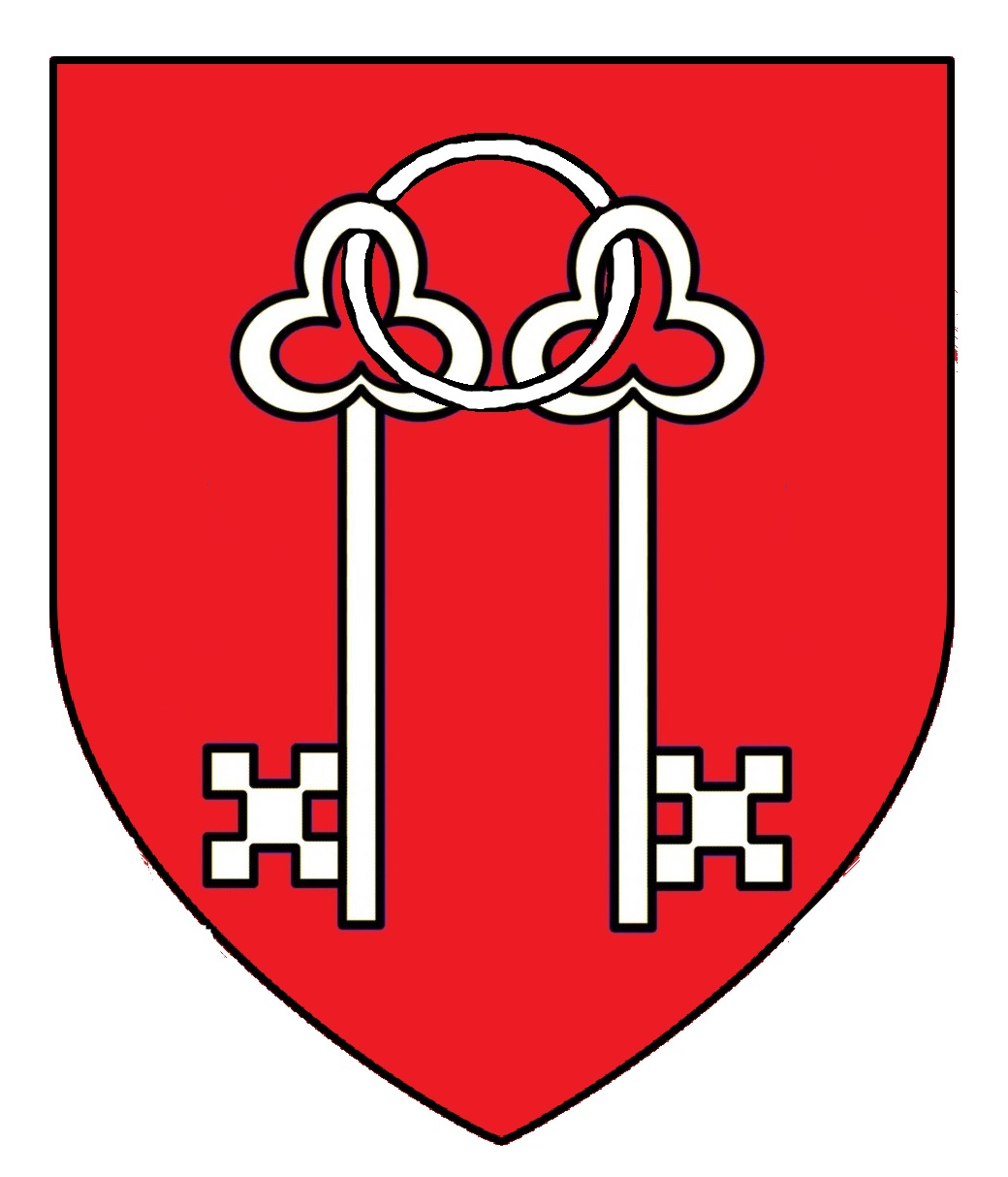
Herb Franza von Clavé-Bouhaben
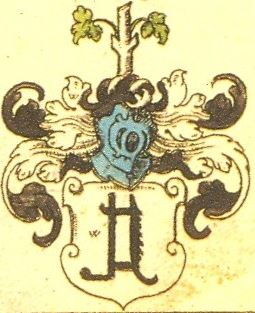
Herb Christophory von Decken-Bruhoff